# Ecdysozoa
Ecdysozoa (česky ekdysozoa) je monofyletická skupina živočišných prvoústých kmenů.

## Charakteristika
Skupina Ecdysozoa je charakterizovaná chitinovou kutikulou, která se skládá ze tří vrstev, a to vnější epikutikuly, prostřední exokutikuly a vnitřní endokutikuly. Všichni příslušníci ekdysozoí svou kutikulu nejméně jednou za život svlékají. Svlékání je pak řízeno ekdysteroidními hormony, které jsou dokonce mezi jednotlivými příslušníky skupiny zaměnitelné.
Dalším důležitým znakem je pak úplná absence pohybových bičíků. Ačkoliv se bičíky u příslušníků skupiny vyskytují, nikdy, v žádném ontogenetickém stadiu, neslouží k pohybu. Základním pohybovým orgánem jsou svaly, které se upínají ke kutikule. Mozek tvoří prstenec kolem hltanu a je rozdělen na tři kruhy. Obvykle mají koncový ústní otvor, nebo u nich najdeme alespoň embryologické známky jeho rotace. Spojuje je i imunochemie nervové soustavy.

## Seznam kmenů
- Chobotovci (Scalidophora)
  - Kmen: Hlavatci (Priapulida)
  - Kmen: Rypečky (Kinorhyncha)
  - Kmen: Korzetky (Loricifera)
- Nematoida
  - Kmen: Strunovci (Nematomorpha)
  - Kmen: Hlístice (Nematoda)
- Panarthropoda
  - Kmen: Drápkovci (Onychophora)
  - Kmen: Želvušky (Tardigrada)
  - Kmen: Členovci (Arthropoda)

## Fylogeneze
Pohled na fylogenezi prvoústých, jakož i ecdysozoí v jejich rámci, prošel na konci 20. století, kdy bylo možné evoluční hypotézy postupně dokládat molekulárními genomickými daty, zásadním vývojem.
Byla jednoznačně vyloučena zastaralá hypotéza článkovců (Articulata), vycházející z morfologické podobnosti článkovaných těl a sdružující členovce s kroužkovci. Naopak byla podpořena přirozenost ecdysozoí jako jednoho ze dvou hlavních kladů prvoústých, sesterského ke spiráliím (Spiralia).
Fylogenetické analýzy ukazují, že tři skupiny, do kterých jsou sdruženy jednotlivé kmeny ecdysozoí v předchozím seznamu kmenů, jsou pravděpodobně přirozenými skupinami (klady), odpovídajícími vývojovým liniím.
Jejich vzájemné příbuzenské vztahy však nejsou zcela jednoznačné. V současnosti (rok 2024) jsou preferovány dvě hlavní hypotézy, které je možné nazvat podle vnitřních seskupení, považovaných v nich za přirozené skupiny, tedy kladů: Cryptovermes resp. Cycloneuralia.

### Hypotéza Cryptovermes
Tato hypotéza byla formulována na základě fylogenetických analýz z roku 2005 a 2015  a formalizována zavedením kladu Cryptovermes, zahrnujícího jako sesterské skupiny klad Nematoida a klad Panarthropoda, jehož nejvýznamnějšími zástupci jsou členovci (Arthropoda). Bazální větví recentních ecdysozoí jsou v této hypotéze chobotovci (Scalidophora), kteří zahrnují korzetky (Loricifera), rypečky (Kinorhyncha) a hlavatce (Priapulida), viz obrázek vpravo.

### Hypotéza Cycloneuralia
Druhá základní hypotéza, která je starší, formulovaná již podle morfologických znaků, ale nadále (r. 2024) i s využitím genomických informací spolehlivě nevyvrácená hypotéza (hypotéza byla např. podpořena i ve studii z r. 2024, zaměřené na postavení nově identifikovaného kmene vymřelých ecdysozoí – Saccorhytida, viz obrázek vpravo), předpokládá existenci dvou základních linií ecdysozoí – „červovitých“ hlístů (Cycloneuralia), kam patří jak hlístice a strunovci, tak trojice mořských kmenů chobotovců, a k nim sesterských „nohatých“ panarthropodů s želvuškami, drápkovci a členovci.

### Další hypotézy
Nejistá však zůstává i přirozenost samotných panartropodů a chobotovců. V prvém případě problematickou skupinu představují želvušky (Tardigrada), které jsou někdy sdružovány spíše k hlísticím nežli k ostatním panartropodům; ve druhém případě pak korzetky, které jsou naopak pokládány spíše za příbuzné panartropodů.

### Fylogenetický strom
Vzájemné příbuzenské vztahy recentních skupin podle hypotézy Cryptovermes lze zobrazit následujícím fylogenetickým stromem:

|  | Loricifera (korzetky)                                                           |
|  |                                                                                 |
|  | \| \| Kinorhyncha (rypečky) \| \| \| \| \| \| Priapulida (hlavatci) \| \| \| \| |
|  |                                                                                 |
|  | Kinorhyncha (rypečky)                                                           |
|  |                                                                                 |
|  | Priapulida (hlavatci)                                                           |
|  |                                                                                 |

|  | Kinorhyncha (rypečky) |
|  |                       |
|  | Priapulida (hlavatci) |
|  |                       |

|  | Nematomorpha (strunovci) |
|  |                          |
|  | Nematoda (hlístice)      |
|  |                          |

|  | Pycnogonida (nohatky)                    |
|  |                                          |
|  | Euchelicerata (pavoukovci vč. hrotnatců) |
|  |                                          |

|  | Myriapoda (stonožkovci)      |
|  |                              |
|  | Pancrustacea (korýši + hmyz) |
|  |                              |

|  | Pycnogonida (nohatky)                    |
|  |                                          |
|  | Euchelicerata (pavoukovci vč. hrotnatců) |
|  |                                          |

|  | Myriapoda (stonožkovci)      |
|  |                              |
|  | Pancrustacea (korýši + hmyz) |
|  |                              |

|  | Pycnogonida (nohatky)                    |
|  |                                          |
|  | Euchelicerata (pavoukovci vč. hrotnatců) |
|  |                                          |

|  | Myriapoda (stonožkovci)      |
|  |                              |
|  | Pancrustacea (korýši + hmyz) |
|  |                              |

|  | Pycnogonida (nohatky)                    |
|  |                                          |
|  | Euchelicerata (pavoukovci vč. hrotnatců) |
|  |                                          |

|  | Myriapoda (stonožkovci)      |
|  |                              |
|  | Pancrustacea (korýši + hmyz) |
|  |                              |

|  | Pycnogonida (nohatky)                    |
|  |                                          |
|  | Euchelicerata (pavoukovci vč. hrotnatců) |
|  |                                          |

|  | Myriapoda (stonožkovci)      |
|  |                              |
|  | Pancrustacea (korýši + hmyz) |
|  |                              |

|  | Pycnogonida (nohatky)                    |
|  |                                          |
|  | Euchelicerata (pavoukovci vč. hrotnatců) |
|  |                                          |

|  | Myriapoda (stonožkovci)      |
|  |                              |
|  | Pancrustacea (korýši + hmyz) |
|  |                              |

|  | Pycnogonida (nohatky)                    |
|  |                                          |
|  | Euchelicerata (pavoukovci vč. hrotnatců) |
|  |                                          |

|  | Myriapoda (stonožkovci)      |
|  |                              |
|  | Pancrustacea (korýši + hmyz) |
|  |                              |

|  | Pycnogonida (nohatky)                    |
|  |                                          |
|  | Euchelicerata (pavoukovci vč. hrotnatců) |
|  |                                          |

|  | Myriapoda (stonožkovci)      |
|  |                              |
|  | Pancrustacea (korýši + hmyz) |
|  |                              |

|  | Nematomorpha (strunovci) |
|  |                          |
|  | Nematoda (hlístice)      |
|  |                          |

|  | Pycnogonida (nohatky)                    |
|  |                                          |
|  | Euchelicerata (pavoukovci vč. hrotnatců) |
|  |                                          |

|  | Myriapoda (stonožkovci)      |
|  |                              |
|  | Pancrustacea (korýši + hmyz) |
|  |                              |

|  | Pycnogonida (nohatky)                    |
|  |                                          |
|  | Euchelicerata (pavoukovci vč. hrotnatců) |
|  |                                          |

|  | Myriapoda (stonožkovci)      |
|  |                              |
|  | Pancrustacea (korýši + hmyz) |
|  |                              |

|  | Pycnogonida (nohatky)                    |
|  |                                          |
|  | Euchelicerata (pavoukovci vč. hrotnatců) |
|  |                                          |

|  | Myriapoda (stonožkovci)      |
|  |                              |
|  | Pancrustacea (korýši + hmyz) |
|  |                              |

|  | Pycnogonida (nohatky)                    |
|  |                                          |
|  | Euchelicerata (pavoukovci vč. hrotnatců) |
|  |                                          |

|  | Myriapoda (stonožkovci)      |
|  |                              |
|  | Pancrustacea (korýši + hmyz) |
|  |                              |

|  | Pycnogonida (nohatky)                    |
|  |                                          |
|  | Euchelicerata (pavoukovci vč. hrotnatců) |
|  |                                          |

|  | Myriapoda (stonožkovci)      |
|  |                              |
|  | Pancrustacea (korýši + hmyz) |
|  |                              |

|  | Pycnogonida (nohatky)                    |
|  |                                          |
|  | Euchelicerata (pavoukovci vč. hrotnatců) |
|  |                                          |

|  | Myriapoda (stonožkovci)      |
|  |                              |
|  | Pancrustacea (korýši + hmyz) |
|  |                              |

|  | Pycnogonida (nohatky)                    |
|  |                                          |
|  | Euchelicerata (pavoukovci vč. hrotnatců) |
|  |                                          |

|  | Myriapoda (stonožkovci)      |
|  |                              |
|  | Pancrustacea (korýši + hmyz) |
|  |                              |

|  | Pycnogonida (nohatky)                    |
|  |                                          |
|  | Euchelicerata (pavoukovci vč. hrotnatců) |
|  |                                          |

|  | Myriapoda (stonožkovci)      |
|  |                              |
|  | Pancrustacea (korýši + hmyz) |
|  |                              |

|  | Loricifera (korzetky)                                                           |
|  |                                                                                 |
|  | \| \| Kinorhyncha (rypečky) \| \| \| \| \| \| Priapulida (hlavatci) \| \| \| \| |
|  |                                                                                 |
|  | Kinorhyncha (rypečky)                                                           |
|  |                                                                                 |
|  | Priapulida (hlavatci)                                                           |
|  |                                                                                 |

|  | Kinorhyncha (rypečky) |
|  |                       |
|  | Priapulida (hlavatci) |
|  |                       |

|  | Nematomorpha (strunovci) |
|  |                          |
|  | Nematoda (hlístice)      |
|  |                          |

|  | Pycnogonida (nohatky)                    |
|  |                                          |
|  | Euchelicerata (pavoukovci vč. hrotnatců) |
|  |                                          |

|  | Myriapoda (stonožkovci)      |
|  |                              |
|  | Pancrustacea (korýši + hmyz) |
|  |                              |

|  | Pycnogonida (nohatky)                    |
|  |                                          |
|  | Euchelicerata (pavoukovci vč. hrotnatců) |
|  |                                          |

|  | Myriapoda (stonožkovci)      |
|  |                              |
|  | Pancrustacea (korýši + hmyz) |
|  |                              |

|  | Pycnogonida (nohatky)                    |
|  |                                          |
|  | Euchelicerata (pavoukovci vč. hrotnatců) |
|  |                                          |

|  | Myriapoda (stonožkovci)      |
|  |                              |
|  | Pancrustacea (korýši + hmyz) |
|  |                              |

|  | Pycnogonida (nohatky)                    |
|  |                                          |
|  | Euchelicerata (pavoukovci vč. hrotnatců) |
|  |                                          |

|  | Myriapoda (stonožkovci)      |
|  |                              |
|  | Pancrustacea (korýši + hmyz) |
|  |                              |

|  | Pycnogonida (nohatky)                    |
|  |                                          |
|  | Euchelicerata (pavoukovci vč. hrotnatců) |
|  |                                          |

|  | Myriapoda (stonožkovci)      |
|  |                              |
|  | Pancrustacea (korýši + hmyz) |
|  |                              |

|  | Pycnogonida (nohatky)                    |
|  |                                          |
|  | Euchelicerata (pavoukovci vč. hrotnatců) |
|  |                                          |

|  | Myriapoda (stonožkovci)      |
|  |                              |
|  | Pancrustacea (korýši + hmyz) |
|  |                              |

|  | Pycnogonida (nohatky)                    |
|  |                                          |
|  | Euchelicerata (pavoukovci vč. hrotnatců) |
|  |                                          |

|  | Myriapoda (stonožkovci)      |
|  |                              |
|  | Pancrustacea (korýši + hmyz) |
|  |                              |

|  | Pycnogonida (nohatky)                    |
|  |                                          |
|  | Euchelicerata (pavoukovci vč. hrotnatců) |
|  |                                          |

|  | Myriapoda (stonožkovci)      |
|  |                              |
|  | Pancrustacea (korýši + hmyz) |
|  |                              |

|  | Nematomorpha (strunovci) |
|  |                          |
|  | Nematoda (hlístice)      |
|  |                          |

|  | Pycnogonida (nohatky)                    |
|  |                                          |
|  | Euchelicerata (pavoukovci vč. hrotnatců) |
|  |                                          |

|  | Myriapoda (stonožkovci)      |
|  |                              |
|  | Pancrustacea (korýši + hmyz) |
|  |                              |

|  | Pycnogonida (nohatky)                    |
|  |                                          |
|  | Euchelicerata (pavoukovci vč. hrotnatců) |
|  |                                          |

|  | Myriapoda (stonožkovci)      |
|  |                              |
|  | Pancrustacea (korýši + hmyz) |
|  |                              |

|  | Pycnogonida (nohatky)                    |
|  |                                          |
|  | Euchelicerata (pavoukovci vč. hrotnatců) |
|  |                                          |

|  | Myriapoda (stonožkovci)      |
|  |                              |
|  | Pancrustacea (korýši + hmyz) |
|  |                              |

|  | Pycnogonida (nohatky)                    |
|  |                                          |
|  | Euchelicerata (pavoukovci vč. hrotnatců) |
|  |                                          |

|  | Myriapoda (stonožkovci)      |
|  |                              |
|  | Pancrustacea (korýši + hmyz) |
|  |                              |

|  | Pycnogonida (nohatky)                    |
|  |                                          |
|  | Euchelicerata (pavoukovci vč. hrotnatců) |
|  |                                          |

|  | Myriapoda (stonožkovci)      |
|  |                              |
|  | Pancrustacea (korýši + hmyz) |
|  |                              |

|  | Pycnogonida (nohatky)                    |
|  |                                          |
|  | Euchelicerata (pavoukovci vč. hrotnatců) |
|  |                                          |

|  | Myriapoda (stonožkovci)      |
|  |                              |
|  | Pancrustacea (korýši + hmyz) |
|  |                              |

|  | Pycnogonida (nohatky)                    |
|  |                                          |
|  | Euchelicerata (pavoukovci vč. hrotnatců) |
|  |                                          |

|  | Myriapoda (stonožkovci)      |
|  |                              |
|  | Pancrustacea (korýši + hmyz) |
|  |                              |

|  | Pycnogonida (nohatky)                    |
|  |                                          |
|  | Euchelicerata (pavoukovci vč. hrotnatců) |
|  |                                          |

|  | Myriapoda (stonožkovci)      |
|  |                              |
|  | Pancrustacea (korýši + hmyz) |
|  |                              |